# Pandemia de COVID-19 na Bielorrússia
Este artigo documenta os impactos da pandemia de coronavírus de 2020 na Bielorrússia e pode não incluir todas as principais respostas e medidas contemporâneas.

## Linha do tempo
Em 28 de fevereiro, a Bielorrússia confirmou o primeiro caso de COVID-19 no país. Um dia antes, um estudante do Irã testou positivo e foi enviado ao hospital em Minsk. O indivíduo havia chegado na Bielorrússia por meio de um voo de Baku, no Azerbaijão, em 22 de fevereiro.
Até 3 de março, 3 casos haviam sido confirmados. Em 4 de março, o Ministério da Saúde confirmou 6 novos casos da doença, sendo 4 de Minks e dois casos de Vitebsk.
Em 13 de março, 27 novos casos foram confirmados em Grodno, Gomei, Minsk, Vitebsk e Minsk Oblast, incluindo 5 estudantes da Faculdade de Relações Internacionais da Universidade Estatal da Bielorrússia. Três pacientes receberam alta do hospital.
Em 16 de março, o Ministério da Saúde local afirmou que o número de infectados havia subido para 36. Em 17 de março, nenhuma confirmação foi informada. Até 18 de março, um total de 51 caso foram confirmados, incluindo 5 recuperações e 37 novos casos assintomáticos.

## Controvérsias
O Presidente Bielorrusso, Aleksandr Lukashenko, deu um discurso no qual disse que a doença não é nada grave, que poderia ser curada com vodka, sauna e trabalho no campo.

Grandes eventos como futebol e hockey no gelo continuam com sua agenda regularmente no país, Lukashenko chegou a dizer que jogar hóquei protege contra o vírus. "É melhor morrer de pé do que viver de joelhos! Não há vírus no gelo. Isto é um frigorífico. Eu vivo a mesma vida que sempre vivi, ainda ontem tive uma sessão de treino com a minha equipe. Encontramo-nos, apertamos as mãos, abraçamo-nos, batemos uns nos outros".